# Adam Wainwright
Adam Parrish Wainwright (né le 30 août 1981 à Brunswick, Géorgie, États-Unis) est un lanceur droitier de baseball évoluant dans les Ligues majeures depuis 2005 avec les Cardinals de Saint-Louis.
Invité 3 fois au match des étoiles et lauréat de deux Gants dorés, Adam Wainwright a fait partie de l'équipe des Cardinals championne de la Série mondiale 2006.

## Carrière

### Débuts
Adam Wainwright est repêché dès la fin de ses études secondaires, le 4 juin 2000, par les Braves d'Atlanta au premier tour de sélection (29e choix). 
Encore joueur des ligues mineures, il est transféré chez les Cardinals de Saint-Louis à l'occasion d'un échange impliquant plusieurs joueurs le 13 décembre 2003. Les Braves échangent alors un trio de lanceurs (Wainwright, Jason Marquis et Ray King) à Saint-Louis, en retour du voltigeur J.D. Drew et d'Eli Marrero, joueur de champ extérieur et receveur.

### Cardinals de Saint-Louis

#### Saison 2005
Adam Wainwright débute en Ligue majeure le 11 septembre 2005 avec l'équipe de Saint-Louis. Il apparaît dans deux parties en fin d'année.

#### Saison 2006

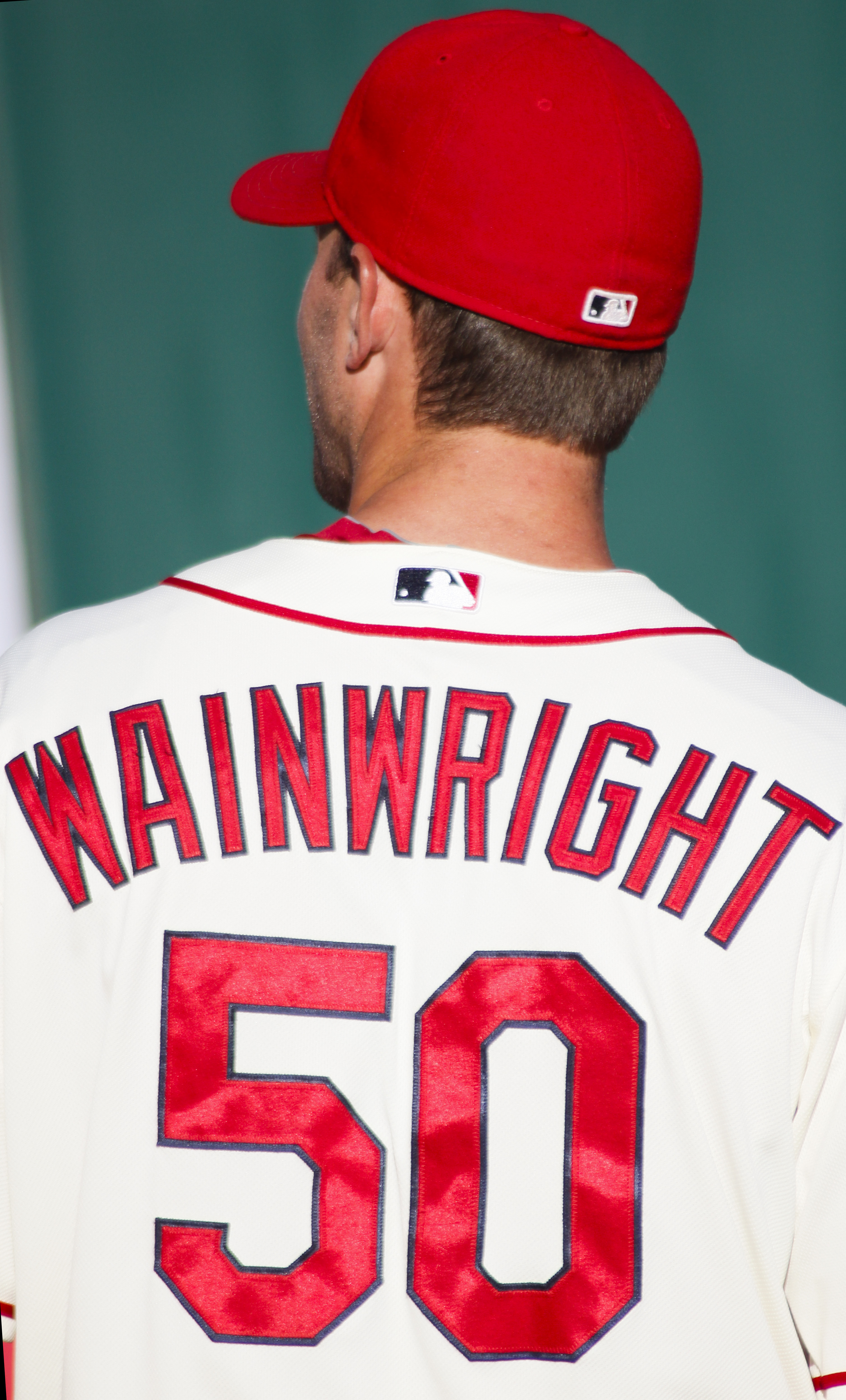
À partir de la saison 2006, Adam Wainwright porte le numéro 50 des Cardinals.

Les Cardinals l'utilisent comme lanceur de relève dans 61 parties au cours de la saison 2006. Wainwright présente une moyenne de points mérités de 3,12 en 75 manches lancées et enregistre trois sauvetages. Il remporte ses deux premières victoires dans les majeures et est crédité d'une défaite. Il participe à la Série mondiale 2006 qui s'achève par une victoire pour les Cards. Durant la série finale opposant Saint-Louis aux Tigers de Detroit, Wainwright est encore utilisé comme lanceur de relève, et ce dans trois des cinq parties entre les deux équipes. Il n'accorde aucun point à l'adversaire en trois manches lancées et est le lanceur gagnant du quatrième affrontement.

#### Saison 2007
Membre de la rotation de lanceurs partants des Cards à partir de 2007, Wainwright débute 32 parties à sa première saison dans ce nouveau rôle. Il gagne 14 décisions, contre 12 défaites.

#### Saison 2008
En 2008, il gagne onze parties, et n'encaisse la défaite qu'en seulement trois occasions. Il abaisse sa moyenne de points mérités, qui passe de 3,70 (en 2007) à 3,20. Le 10 août, il lance le premier match complet de sa carrière, dans une victoire sur les Dodgers de Los Angeles.

#### Saison 2009
En 2009, il est le co-meneur des majeures pour les victoires avec 19. Il ne subit que 8 défaites et présente une excellente moyenne de points mérités de 2,63. Il succède à Greg Maddux comme vainqueur du Gant doré à la position de lanceur dans la Ligue nationale. Il est quatrième de la Nationale pour la moyenne de points mérités et pour les retraits sur des prises (212). Pour la première fois, il est considéré au scrutin pour le trophée Cy Young, remis annuellement au meilleur lanceur, et termine troisième du vote derrière le gagnant Tim Lincecum, des Giants, et son coéquipier des Cardinals, Chris Carpenter.
En séries éliminatoires, il effectue une brillante sortie lors du deuxième duel entre les Cardinals et les Dodgers de Los Angeles. Il quitte la rencontre après n'avoir accordé que trois coups sûrs et un point à l'adversaire en huit manches au monticule, mais la relève gâche son travail et Saint-Louis encaisse la défaite.

#### Saison 2010
Pour la première fois de sa carrière en 2010, Wainwright atteint le plateau convoité des 20 victoires en une saison. Il encaisse la défaite en 11 occasions et abaisse sa moyenne de points mérités à 2,42, la deuxième meilleure de la Ligue nationale après Josh Johnson des Marlins et la quatrième meilleure du baseball majeur. Il est quatrième dans la Nationale avec 213 retraits sur des prises. Il réussit cinq matchs complets et deux blanchissages. Le 4 juin à Saint-Louis, il réussit le premier blanchissage de sa carrière dans une rencontre où il n'accorde que deux coups sûrs et un but-sur-balles aux frappeurs des Brewers de Milwaukee. Après avoir pris le troisième rang du vote pour le trophée Cy Young en 2009, il termine deuxième au scrutin 2010 derrière Roy Halladay, qui fut un choix unanime pour ce prix.

#### Saison 2011
En février 2011, les Cardinals annoncent que Wainwright doit subir une opération de type Tommy John pour remplacer le ligament collatéral ulnaire de son coude droit. La convalescence doit durer de 12 à 15 mois, ce qui lui fait rater toute la saison 2011.

#### Saison 2012
De retour au monticule en 2012, Wainwright joue toute la saison sans que sa blessure ne revienne l'ennuyer. En 32 départs et 198 manches et deux tiers lancées, sa moyenne de points mérités s'élève à 3,94 avec 14 victoires, 13 défaites et 184 retraits sur des prises. De retour en éliminatoires, il effectue deux départs laborieux dans la Série de divisions, allouant 7 points mérités sur 13 coups sûrs aux Nationals de Washington en 8 manches, mais chaque fois n'est pas impliqué dans la décision. Il réalise cependant une bonne performance pour une victoire sur les Giants de San Francisco dans le 4e match de la Série de championnat de la Ligue nationale.

#### Saison 2013

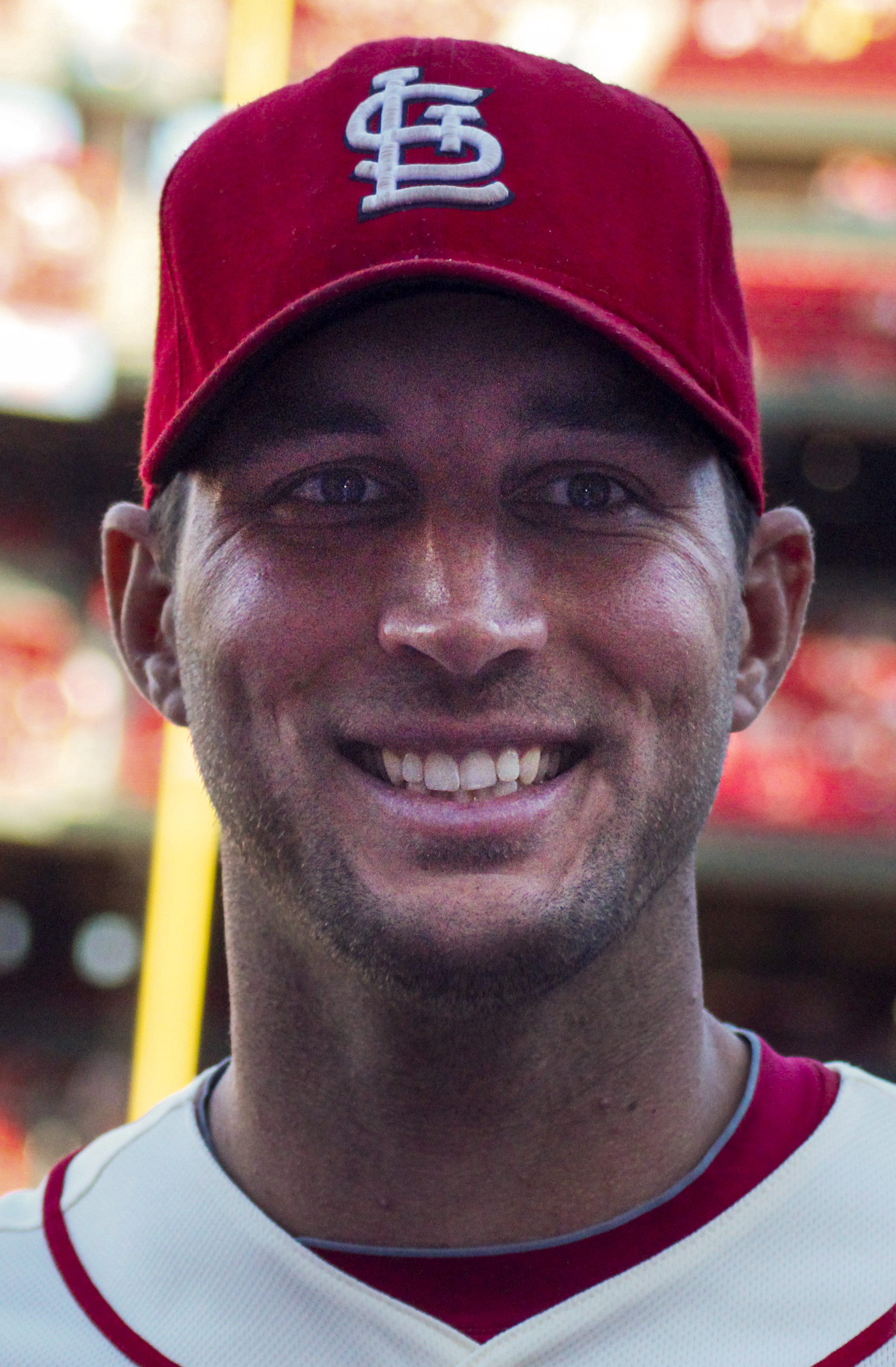
Adam Wainwright en septembre 2013.

À la fin mars 2013, Wainwright signe une prolongation de contrat de 97,5 millions de dollars pour 5 ans avec les Cardinals, ce qui le lie à la franchise jusqu'en 2018.
Avec une moyenne de points mérités de 1,77 en 45 manches et deux tiers lancées en juin 2013, Wainwright est élu lanceur du mois dans la Ligue nationale. Il est invité au match des étoiles 2013. 
Il établit en 2013 un record des majeures pour le plus grand nombre de retraits sur des prises (35) réussis avant d'accorder un premier but sur balles à l'adversaire en une saison : cette marque sera éclipsée par Kenley Jansen en 2017.
Il termine 2e en 2013 derrière Clayton Kershaw des Dodgers de Los Angeles au vote de fin d'année qui détermine le gagnant du trophée Cy Young décerné au meilleur lanceur de la ligue. C'est la 3e fois qu'il est dans le top 3 pour cet honneur après avoir également fini second au vote en 2010. Pour la 3e fois de sa carrière, Wainwright reçoit aussi quelques voix au scrutin qui décide du joueur par excellence de la saison, terminant en 20e place. Il est le meneur de la Ligue nationale en saison régulière avec 19 victoires contre 9 défaites. C'est la seconde fois qu'il mène cette ligue pour les matchs gagnés. Ses 241 manches et deux tiers lancées et ses 34 départs représentent des sommets dans les majeures en 2013. Il est premier des deux ligues pour les matchs complets (5) et premier de la Nationale pour les jeux blancs (2). Sa moyenne de points mérités s'élève à seulement 2,94 et il réussit un nouveau record personnel de 219 retraits sur des prises, le 3e total le plus élevé de la Nationale. Ses qualités défensives sont également récompensées par un second Gant doré, après celui gagné en 2009.
Wainwright effectue 5 départs dans les éliminatoires, qui se terminent par un titre de la Ligue nationale pour les Cardinals mais une défaite en Série mondiale 2013 aux mains des Red Sox de Boston. Il est le lanceur gagnant des premier et dernier match de la Série de division entre Saint-Louis et Pittsburgh. Dans le 5e et dernier affrontement de la série, il lance un match complet, n'accordant qu'un point sur 8 coups sûrs en 9 manches. Malgré une solide performance dans le 3e match de la Série de championnat de la Ligue nationale face aux Dodgers de Los Angeles, il encaisse la défaite après un match superbe de son opposant, Hyun-jin Ryu, qui mène son club à un succès de 3-0. En grande finale, sa moyenne de points mérités s'élève à 4,50 en 12 manches lancées lors de deux départs, effectués dans le premier et le cinquième match. Il accorde 8 points aux Red Sox, dont 6 mérités et est chaque fois le lanceur perdant. À sa dernière sortie, il réussit tout de même 10 retraits sur des prises en 7 manches lancées, mais c'est le partant des Bostonnais, Jon Lester, qui en sort avec les honneurs.

#### Saison 2014
Wainwright est le lanceur partant de l'équipe de la Ligue nationale au match des étoiles 2014. Il s'agit de sa 3e sélection en carrière pour cette partie de mi-saison. Il connaît une manche difficile, accordant d'entrée de jeu 3 points aux étoiles de la Ligue américaine sur un triple de Mike Trout et un circuit de deux points de Miguel Cabrera, mais n'est finalement pas impliqué dans la décision.
Un des meilleurs lanceurs de la Ligue nationale en 2014, Wainwright est 3e des majeures pour la moyenne de points mérités,  3e pour la WHIP, 2e avec 20 victoires, premier avec 3 blanchissages, 2e avec 5 matchs complets. Il est le lanceur de la Nationale qui accorde en moyenne le moins de circuits par 9 manches lancées : 0,397 derrière Garrett Richards (0,267) des Angels de Los Angeles de la Ligue américaine. Il affiche une moyenne de points mérités de 2,38 et une WHIP de 1,031 en 227 manches lancées, avec 20 victoires, 9 défaites en 32 départs et 179 retraits sur des prises. Il est nommé meilleur lanceur du mois de septembre dans la Ligue nationale.
Wainwright connaît des éliminatoires difficiles et les rumeurs abondent quant à son état de santé, le principal intéressé et son gérant, Mike Matheny, envoyant des messages contradictoires à ce sujet via la médias. Dans le premier match de la Série de divisions que les Cardinals jouent contre les Dodgers de Los Angeles, une rencontre qui oppose les deux meilleurs lanceurs de la ligue, Wainwright accorde 6 points sur 11 coups sûrs en seulement 4 manches et un tiers, tandis que son adversaire Clayton Kershaw ne brille guère plus en donnant 8 points en 6 manches et deux tiers. En ouverture de la Série de championnat de la Ligue nationale contre San Francisco, il est le lanceur perdant après avoir alloué trois points (deux mérités) sur 6 coups sûrs en 4 manches et deux tiers, ce qui alimente à nouveau les spéculations sur de possibles maux de coude.

#### Saison 2015
Le 26 avril 2015, Wainwright se blesse au tendon d'Achille gauche lors d'un passage au bâton contre les Brewers de Milwaukee. Après des examens, il est estimé que le retour au jeu du lanceur n'aura pas lieu avant 9 à 12 mois, ce qui devait originellement lui faire rater toute la saison 2015 des Cardinals. Sa convalescence se déroule mieux que prévu et Wainwright revient au jeu le 30 septembre 2015 en faisant une présence en relève dans un match contre Pittsburgh. Il apparaît ensuite en relève dans 3 matchs de la Série de division perdue par les Cardinals aux mains des Cubs de Chicago, et n'accorde qu'un point mérité en 5 manches et un tiers lancées.